# 宋臣熙
宋臣熙（？—？），南直隸溧陽縣人，明朝政治人物。选贡出身。

## 生平
万历十七年（1589年），任明朝廣州府新安縣知縣。后由喻燭接任。

## 後代
宋臣熙的孫子宋之繩是崇禎十六年癸未科的榜眼，贈官太僕寺卿。